# Парагвай на літніх Олімпійських іграх 2004
Парагвай брав участь у Літніх Олімпійських іграх 2004 року в Афінах (Греція) удев'яте за свою історію і завоював одну срібну медаль. Збірну країни представляли 2 жінки.

## Срібло
- Футбол, чоловіки.